# Staying Alive
Staying Alive ist ein US-amerikanischer Musikfilm aus dem Jahre 1983 und die Fortsetzung des erfolgreichen Spielfilms Saturday Night Fever. Die Handlung ist angesiedelt in der Szene des New Yorker Broadways.

## Handlung
Die Handlung des Films beginnt fünf Jahre nach Saturday Night Fever. Tony Maneros Tanzsucht hält ihn noch immer auf den Beinen, obwohl er Brooklyn schon längst verlassen hat und von dem Tanzklub, in dem er berühmt wurde, weit entfernt ist. Er lebt in ärmlichen Verhältnissen und bewirbt sich erfolglos bei diversen Agenturen. Tony trainiert regelmäßig in einer Choreographie-Gruppe. Mit seiner Mittänzerin Jackie unterhält er eine Beziehung, und beide schaffen es mit in das Training zur großen Broadway-Show Satans Alley unter der Aufsicht eines strengen Regisseurs. 
Jedoch wird ihre Beziehung auf die Probe gestellt, als Tony die hübsche Hauptdarstellerin Laura zum ersten Mal sieht. Laura ist reich und selbstbewusst. Um bei Laura zu landen, versetzt er Jackie. Er beginnt eine Affäre mit Laura. Als er mehr von ihr will, gibt sie ihm einen Korb. Jackie sieht, dass ihre Beziehung zu Tony so nicht weitergehen kann und macht Schluss. Sie kommen sich erst wieder näher, als Tony sie bittet, mit ihm zu üben, weil er sich für die Rolle des Hauptdarstellers bewerben möchte. Er erhält diese Rolle auch, merkt aber recht schnell, dass aus einem Verhältnis zu Laura wohl nichts wird und nur anfängliche Begierde seine Liebe zu Jackie überdeckt hat.
Eine kurze Zwischenszene unterbricht den Konflikt und lenkt den Blick auf einen anderen Problemherd. Tony besucht seine Mutter in ihrem alten Haus in Brooklyn. Großmutter und Vater sind inzwischen verstorben. Tony bittet sie um Verzeihung für seinen Egoismus und es gelingt ihm schließlich, seiner vereinsamten Mutter eine Karte für das Stück aufzudrängen.
Schließlich kommt der Abend der Aufführung, und während des Tanzens kommt es zu einem kleinen Machtkampf zwischen Laura und Tony, der unentschieden ausgeht. Nach der Show, die ein großer Erfolg war, verkündet Tony Jackie, dass er sich über seine Gefühle nun im Klaren ist und nach einem Kuss verabschiedet er sich. Auf die Frage, wohin er denn gehe, antwortet er nur „strut“ (herumstolzieren) – eine Anspielung auf Travoltas auffällige Gangart. Mit neuem Selbstbewusstsein stolziert Tony wie in alten Zeiten auf dem Times Square entlang.

## Hintergrund
- Der Film hatte Produktionskosten in Höhe von 22 Millionen US-Dollar und spielte alleine in den USA rund 65 Millionen ein. Damit blieb die Fortsetzung zwar deutlich hinter Saturday Night Fever, war aber dennoch ein großer Erfolg.[1][2]
- Wie bei Saturday Night Fever war der Soundtrack dominiert von Liedern der Bee Gees, darunter neben dem titelgebenden Stayin’ Alive noch fünf neue Songs. Diese machten die erste Seite des Soundtrack-Albums aus, während die zweite hauptsächlich aus von Frank Stallone (dem Bruder des Regisseurs Sylvester Stallone) komponierten und teilweise auch gesungenen Songs bestand.
- Im Film hat Sylvester Stallone einen kurzen Cameo-Auftritt, bei dem er als Passant den auf dem Bürgersteig gehenden Tony Manero anrempelt und sich dann zur Kamera dreht.
- Frank Stallone hat zudem einen kleinen Auftritt als Musiker in Jackies Band.

## Kritiken
Der Film erhielt überwiegend negative Kritiken und erreichte bei Rotten Tomatoes eine Bewertung von 0 %, basierend auf 24 Kritiken. Bei Metacritic konnte ein Metascore von 17, basierend auf 6 Kritiken, erzielt werden.

„Selbst die Tanzeinlagen dieses Pseudo-Seelendramas sind erbärmlich schlecht.“

## Auszeichnungen
- 1984 gab es eine Golden-Globe-Nominierung für den Besten Song.
- Ebenfalls 1984 wurde der Film für seine Filmmusik für den Grammy nominiert.
- Für die Goldene Himbeere wurden John Travolta (Schlechtester Hauptdarsteller) sowie Finola Hughes (Schlechteste Newcomerin und Schlechteste Nebendarstellerin) nominiert.